# Tsumebita
La tsumebita es un mineral de la clase de los minerales fosfatos, y dentro de esta pertenece al llamado “grupo de la brackebuschita”. Fue descubierta en 1912 en Tsumeb (Namibia), siendo nombrada así por esta localidad. Un sinónimo poco usado es preslita.

## Características químicas
Es un fosfato hidroxilado y anhidro de plomo y cobre, con aniones adicionales de sulfato. El grupo de la brackebuschita al que pertenece son oxisales de dos metales. Es el análogo con fosfato de la arsentsumebita (Pb2Cu(AsO4)(SO4)(OH)).

## Formación y yacimientos
Se forma como mineral secundario en la zona de oxidación de los yacimientos de minerales fosfatos con plomo y cobre.
Suele encontrarse asociado a otros minerales como: azulita, smithsonita, malaquita, cerusita, mimetita, wulfenita u olivenita.

## Usos
Se extrae de las minas como una de las principales menas del plomo.